# فيسينتي كاريلو فوينتس
فيسينتي كاريلو فوينتس (بالإسبانية: Vicente Carrillo Fuentes)‏ يشار إليه عادةً باسمه المستعار الـ والي، وهو تاجر مخدرات وزعيمًا سابقًا لـ كارتل خواريز، وهي منظمة تهريب مخدرات في تشيهواهوا، المكسيك أحد طرق النقل الرئيسية لشحنات المخدرات غير القانونية التي تدخل الولايات المتحدة من المكسيك سنويًا، كان واحداً من أكثر تجار المخدرات المطلوبين في المكسيك البالغ عددهم 37 شخص.

## حياته
ولد «فيسنتي كاريلو فوينتيس» في سينالوا، المكسيك في 16 أكتوبر 1962، كان لديه سبعة أشقاء: أنجليكا وأمادو وسيبريانو وغوادالوبي وألبرتو ورودولفو وخوسيه كروز (فيسنتي هو الرابع) جميعهم أبناء إرنستو فونسيكا كاريلو.

## التهم
اتُهم في ستة وأربعين تهمة في المقاطعة الغربية في تكساس بمواصلة أعماله الإجرامية واستيرادها وحيازتها وتوزيع الكوكايين والماريجوانا وكذلك غسل الأموال، والعبث والأمر بالقتل المتعمد للأفراد لمنع توصيل المعلومات لإنفاذ القانون في الولايات المتحدة، عرضت وزارة الخارجية الأمريكية مكافأة تصل إلى 5 ملايين دولار أمريكي مقابل الحصول على معلومات تؤدي إلى اعتقال أو إدانة «فيسنتي كاريلو فوينتيس».

## القاء القبض
ألقي القبض عليه في عملية مشتركة قام بها الجيش المكسيكي والشرطة الفيدرالية في توريون في 9 أكتوبر 2014 ثم تم إرساله إلى مكسيكو سيتي ونقله إلى المنشآت الفيدرالية، حيث أصدر بيانًا رسميًا بعد يومين وجهت إليه تهمة رسمية بتهريب المخدرات والجريمة المنظمة.